# Ver (rzeka)
Ver – rzeka w Anglii, w hrabstwie Hertfordshire. Źródło znajduje się w Kensworth Lynch, skąd rzeka płynie wzdłuż Watling Street, poprzez Markyate, Flamstead, Redbourn, St Albans, łącząc się z rzeką Colne w Bricket Wood.
Nad rzeką, w czasach panowania rzymskiego w Brytanii, powstało miasto Verulamium (dzisiejsze St Albans).